# Marmură de Rușchița
Marmura de Rușchița se extrage din zăcământul de marmură de la Rușchița, o localitate din județul Caraș-Severin, la circa 10 km nord-vest de comuna Rusca Montană. Această marmură are diferite nuanțe, de la alb la gri, roz, roz-gălbui și roșiatic.

## Istoric
Sculptorul maghiar Istvani Ferenczy (1772-1856) este primul care a atras atenția asupra calităților remarcabile ale marmurei de Rușchița, pe care a comparat-o cu marmura de Carrara.
Johann Biebel (1817-1900), un renumit inginer constructor din Banat, a început exploatarea zăcământului de marmură din Rușchița în 1883, devenind primul proprietar al carierei, pe care o supranumește „a magyar Carrara". Către 1900, producția carierei Rușchița ajunsese de 700 de tone pe lună, aici lucrând 300-350 de muncitori.
După moartea lui Johann Biebel, fiul său János, unul dintre arhitecții Turnului Eiffel, a continuat exploatarea, astfel că în 1912 marmura de Rușchița ajunsese să fie exportată în 12 țări.

## Exploatarea
În prezent, marmura se exploatează în Cariera Veche-Gropan și Cariera Nouă- din Dealul lui Ionel, ambele situate în munții Poiana Ruscă, la o altitudine de 800 de metri. Acestea cuprind cea mai mare rezervă de piatră naturală aflată în exploatare din România. În zonele de dezvoltare a marmurelor, relieful este accidentat cu  pereți abrupți și cu văi adânci. Locul din care se exploatează marmura este străbătut în partea sa centrală de Pârâul cu Raci, iar în partea de vest de Pârâul Padeșului, care unindu-se formează Râul Rușchița.

### Etape
Între anii 1884-1960, exploatarea marmurei de la Rușchița s-a făcut într-o carieră în formă de clopot răsturnat, astfel formându-se Cariera Gropan care a atins adâncimea de 130 metri. În anul 1960 s-au deschis platformele de exploatare ale actualei cariere.

### Modul de extragere
Inițial, exploatarea se făcea în felii orizontale, descendent și cu fâșii longitudinale. În prezent, tăierea marmurei se face cu „filo" și cu haveze cu discuri.

### Varietăți de marmură
În această zonă calcarele cristaline marmoreene au o dezvoltare maximă și apar în formă masivă în culori albe, cenușii și roz:
- Marmura cenușie este bine dezvoltată în partea superioară a carierei și conține multe impurități: cuarț, grafit, pirită, magnetit.
- Marmura albă este prezentă în partea centrală a carierei. Pe măsura dezvoltării în grosime, marmura devine mai omogenă din punct de vedere coloristic, predominând culoarea alb-lăptoasă.
- Marmura roz se situează la sud de marmura albă, apărând sub forma unor fâșii și a unor pulberi fine.

## Utilizare
Din această marmură s-au realizat multe construcții în Imperiul Austro-Ungar, între care și Palatul Băncilor din Viena.
Marmura de Rușchița a fost folosită și pentru a restaura Domul din Milano. Tot cu marmură de Rușchița au fost realizate edificii publice, ca Parlamentul din Budapesta, sediul BBC din Mannheim, Palatul Parlamentului din București, Aripa Nouă a Aeroportului Otopeni, Biblioteca Județeană Constanța, Liga Profesionistă de Fotbal, Muzeul de Artă Contemporană, Palatul Telefoanelor, dar și lucrări particulare, precum Casa Capșa, Casino Hotel Marriott, vila sultanului din Brunei, sau vila din Monte Carlo a pilotului de Formula Michael Schumacher.
Vulturul din Biroul Oval de la Casa Albă, unul dintre simbolurile americanilor, a fost sculptat și el tot în marmură albă extrasă de la Rușchița.

## Situația actuală
În anul 1994, Adriean Videanu a înființat în București firma Titan Mar, de prelucrare a marmurei de Rușchița. Neavând fondurile necesare, firma s-a împrumutat la diverse bănci pentru a achiziționa din Italia mașinile de tăiere. Materia primă era furnizată de firma de stat Marmosim SA. În 1997, în urma unei licitații internaționale la care au participat firme din Anglia, Turcia, Grecia și România, Titan Mar a cumpărat 98% din acțiunile Marmosim SA. După 25 de ani de activitate constant ascendentă, Titan Mar, liderul detașat al pieței naționale de piatră naturală, a încheiat un proces de rebranding finalizat prin schimbarea denumirii sale în THEDA MAR. Noul nume al companiei – menit să consolideze imaginea de brand în contextul diversificării activității, prin intrarea, inclusiv, pe piața imobiliară – este definit însă de aceleași valori care au asigurat și până acum succesul companiei – profesionalism, calitate, încredere, responsabilitate, tradiție și inovație.
În anul 2010, s-a estimat o producție medie de 189.660 tone de marmură pe an și o producție totală de peste 3,2 milioane de tone.

## Efectele exploatării marmurei
În perimetrul exploatării de marmură de la Rușchița, peisajul natural a fost puternic degradat, lucru care s-a răsfrânt și în deteriorarea ecosistemelor limitrofe.